# Федоров Артем Віталійович
Артем Віталійович Федоров (нар. 18 вересня 1998) — український футболіст, півзахисник литовського клубу «Судува».

## Життєпис
Вихованець дністровської ДЮСШ, у футболці якої з 2013 по 2017 рік виступав у ДЮФЛУ та юнацькому чемпіонаті Одеської області. У 2017 році виступав за «Тирас-2500» з Білгород-Дністровського в чемпіонаті Одеської області.
Потім виїхав за кордон. На початку березня 2019 року підписав контракт з «Пакруоїсом». В команді виступав до кінця 2019 року. На початку 2020 року переїхав до Молдови, де став гравцем «Динамо-Авто». У футболці тираспольського клубу дебютував 3 липня 2020 року в переможному (3:1) домашньому поєдинку 1-го туру Суперліги проти «Флорешти». Артем вийшов на поле в стартовому складі та відіграв увесь матч. Першими голами за придністровський клуб відзначився 11 вересня 2020 року на 5-й та 81-й хвилинах переможного (7:0) домашнього поєдинку 9-го туру молдовської Суперліги проти «Кодру» (Лозова). Федоров вийшов на поле в стартовому складі та відіграв увесь матч. У команді провів два сезони, за цей час в еліті молдовського футболу зіграв 32 матчі (10 голів).
На початку вересня 2021 року підсилив «Петрокуб», з яким підписав 3-річний контракт. У футболці хинчештського клубу дебютував 12 вересня 2021 року в програному (0:2) виїзному поєдинку 9-го туру Суперліги Молдови проти тираспольського «Шерифа». Федоров вийшов на поле на 62-й хвилині, замінивши Сергіу Плятіцу. Першим голом за «Петрокуб» відзначився 1 жовтня 2021 року на 68-й хвилині переможного (6:1) домашнього поєдинку 13-го туру чемпіонату Молдови проти свого колишнього клубу, «Динамо-Авто». Сергій вийшов на поле на 61-й хвилині, замінивши Маріуса Йосіпоя.

## Досягнення
«Петрокуб»
- Молдовська Суперліга
  -  Срібний призер (1): 2021/22